# Ceratina dupla
Ceratina dupla är en biart som beskrevs av Thomas Say 1837. Ceratina dupla ingår i släktet märgbin, och familjen långtungebin. Inga underarter finns listade.

## Utseende
Arten är ett tämligen litet bi med en kroppslängd mellan 6 och 8 mm. Huvudet och främre delen av mellankroppen är punkterade; hela kroppen är mörkt metallblå.

## Ekologi
Som alla märgbin inrättar honan sitt larvbo i märgen på växtstänglar. Ett sådant bo innehåller flera larvceller i rad, med den översta cellen avsedd som honans eget bo. Arten flyger från mars till augusti (hela året i Florida) och lever på ett stort antal växter från flera olika familjer.

## Utbredning
Biet förekommer i östra USA från Michigan till Maine i norr och söderut till Mississippi och Florida.